# Ренданг
Ренда́нг (індонез. rendang), також ранда́нг (мінангк. randang) — група страв паданзької кухні, об'єднана загальним способом кулінарної обробки: дуже тривалим томлінням в гостро-пряному соусі на основі кокосового молока, який у результаті повністю випаровується. Таким чином можуть готуватися різні продукти тваринного і, рідше, рослинного походження.
Займаючи винятково важливе місце в паданзькій кухні, вважається її символом — як і одним з неформальних символів народу мінангкабау в цілому. Різні ренданги є неодмінними складовими традиційних паданзьких комплексних трапез — насі-падангу та насі-капау, а також прийнятих у цього народу святкових застіль — макан-баджамба. Завдяки тривалому тушкуванню зі спеціями більшість видів цих страв можуть дуже довго зберігатися при кімнатній температурі іноді до декількох тижнів.
Як правило, готується з якогось одного продукту і лише іноді включає два або більше основних інгредієнтів. Особливою популярністю користуються м'ясні ренданги, особливо ті, що готуються з яловичини і яловичих субпродуктів. Саме вони набули найширшого поширення за межами розселення мінангкабау в різних регіонах Індонезії, а також у деяких суміжних країнах, зокрема в Малайзії та Сінгапурі.

## Приготування та різновиди

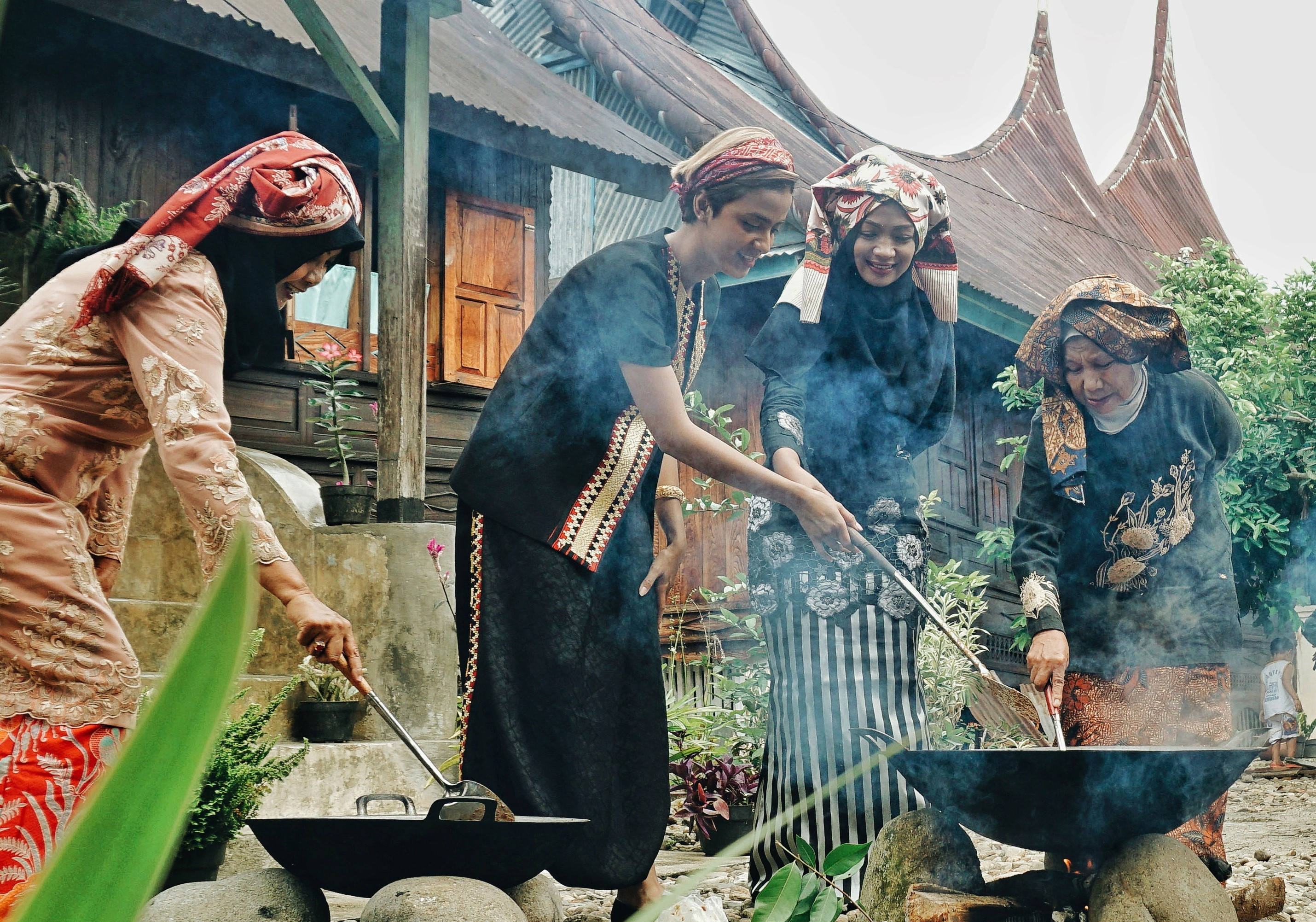
Приготування рендангу в традиційному селі мінангкабау

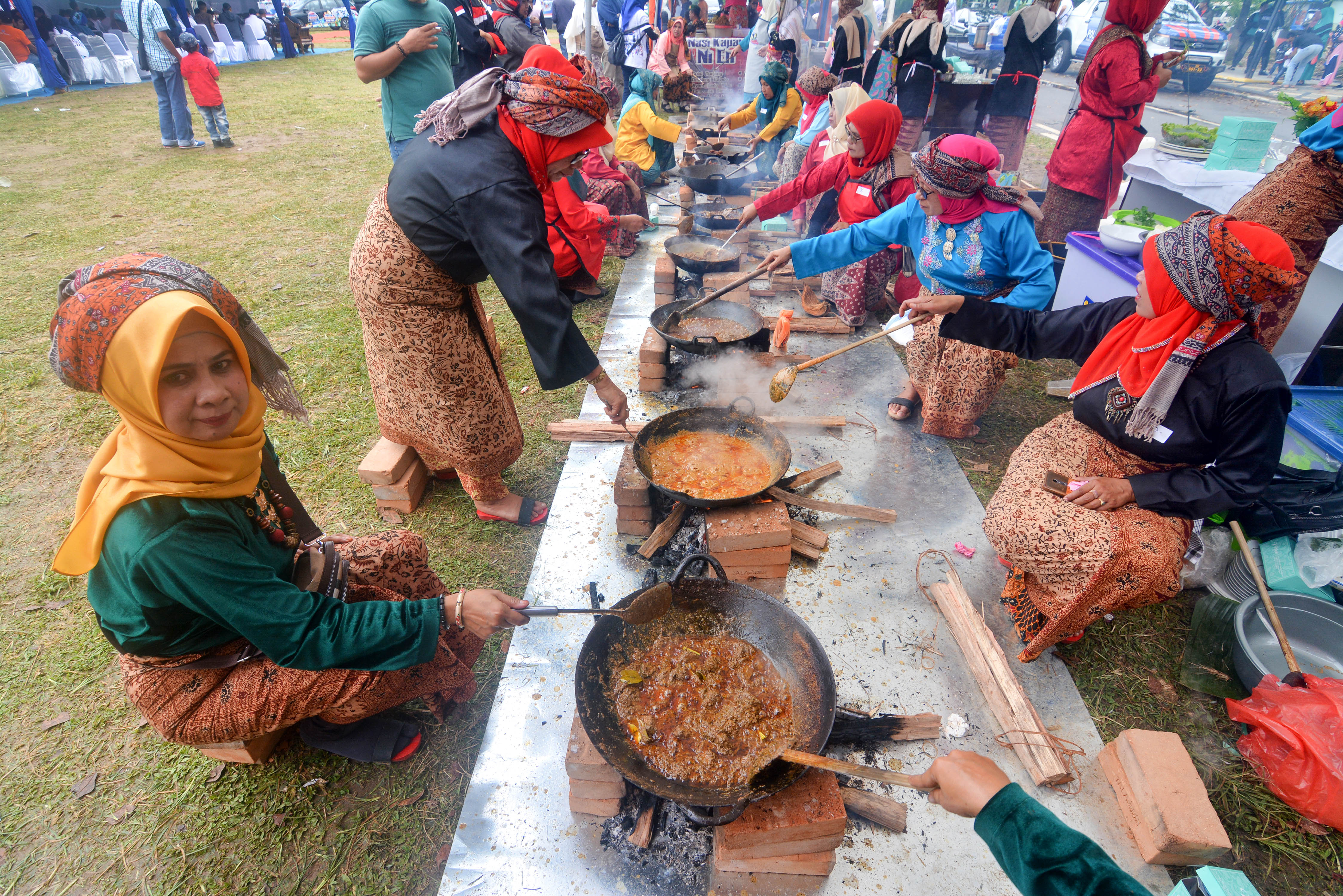
Приготування різних видів рендангу на ярмарку на Західній Суматрі

Ренданг може готуватися з найширшого спектру продуктів: з м'яса, риби, птиці, варених яєць, і, рідше, з деяких видів овочів і навіть фруктів. В силу традиційно високої ролі в господарському укладі мінангкабау скотарства особливою популярністю здавна користуються м'ясні варіанти рендангу, перш за все які готуються з яловичини та яловичих субпродуктів. Досить широко практикується також використання буйволятини, баранини, козлятини, курятини і качатини. Свинина, з урахуванням приналежності абсолютної більшості мінангкабау до мусульманської віри і дуже суворого дотримання ними відповідних харчових заборон, ними не використовується, проте свинячі ренданги іноді готують представники народів Індонезії — наприклад, балійці. Ренданги з риби і морепродуктів традиційно користуються популярністю в прибережних районах. Крім того, існують популярні рецепти редангу з продуктів, які вже зазнали якоїсь кулінарної обробки: наприклад, з солоної риби або з яловичого денденга — індонезійської версії джеркі. Значно рідше, ніж тваринні продукти, в цих стравах використовуються продукти рослинного походження, а «вегетаріанські» ренданги відрізняються достатньою різноманітністю. Сировиною для них можуть служити тофу, темпе, м'якоть молодого джекфруту, картопля, маніок, баклажани, стручкова квасоля, вігна, Parkia speciosa, суцвіття банану, плоди дерева Archidendron pauciflorum, а також листя деяких дерев і чагарників.
Як правило, основа рендангу буває однокомпонентною. Лише іноді у страві змішується два або більше продукти: наприклад, до м'яса або птиці можуть додаватися тофу, квасоля, цибуля або горіхі, квасоля може змішуватися з м'якоттю джекфрута, яловича печінка — з плодами Archidendron pauciflorum, а маніок — з солоною рибою. Неабиякою популярністю користується ренданг, що готується зі збитого яйця, сильно загущеного борошном: перед тушкуванням цю суміш розкочують тонким шаром і нарізують на пластинки.
М'ясо, птиця і риба великих розмірів для рендангу зазвичай нарізаються шматками, величина яких може серйозно змінюватися — існують також варіанти рендангу з м'ясного фаршу. Такі субпродукти, як мозок, печінка, серце і язик, зазвичай готуються цілими, легені і тельбухи нарізаються. Морепродукти, дрібна риба, яйця та овочі, як правило, готуються цілими.
Готова страва у всіх випадках називається по вихідному продукту: «'яловичий ренданг» (індонез. rendang sapi), «курячий ренданг» (індонез. rendang ayam). Велика різноманітність рендангів притаманна переважно мінангкабау і малайцям, тоді як поза територій проживання цих народів відомий передусім яловичий, найпопулярніший варіант страви. У зв'язку з цим у багатьох регіонах Індонезії та за кордоном саме останній часто називається просто словом «ренданг» без будь-яких уточнень..
Загальним для всіх видів рендангу є спосіб приготування: дуже тривале томління продуктів у гостро-пряному соусі на основі кокосового молока. Постійними інгредієнтами соусу для рендангу є імбир та червоний перець, інші ж спеції й прянощі можуть змінюватись в залежності від рецепту конкретного виду страви. Найчастіше використовуються цимбопогон, гвоздика, калган, часник, куркума, лумбанг, духмяний перець, а також дрібно нашатковані ріпчаста цибуля і цибуля шалот.
Стадії приготування рендангу:

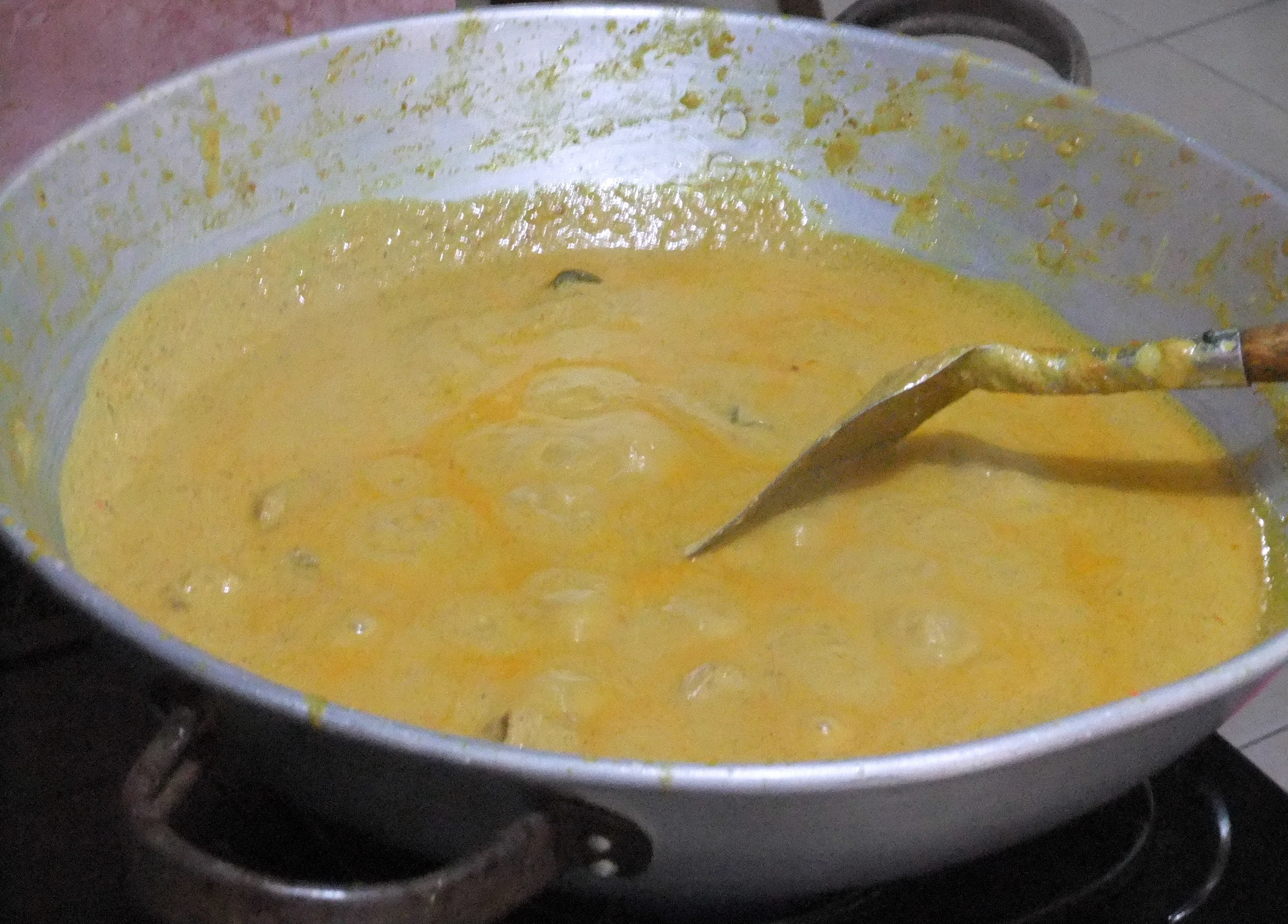
1. Кокосове молоко, розігріте зі спеціями та прянощами;
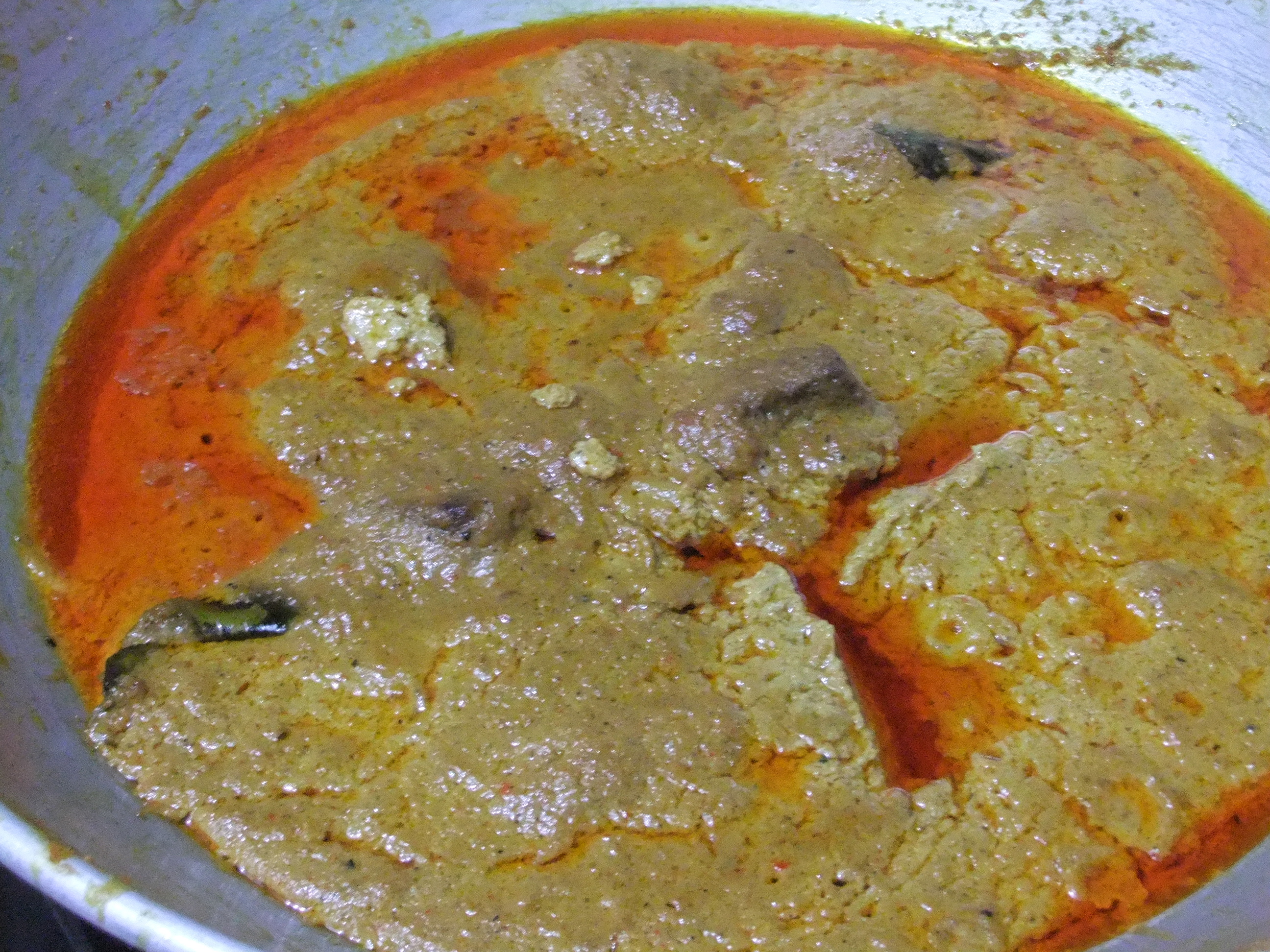
2. Тушкування м'яса в соусі;
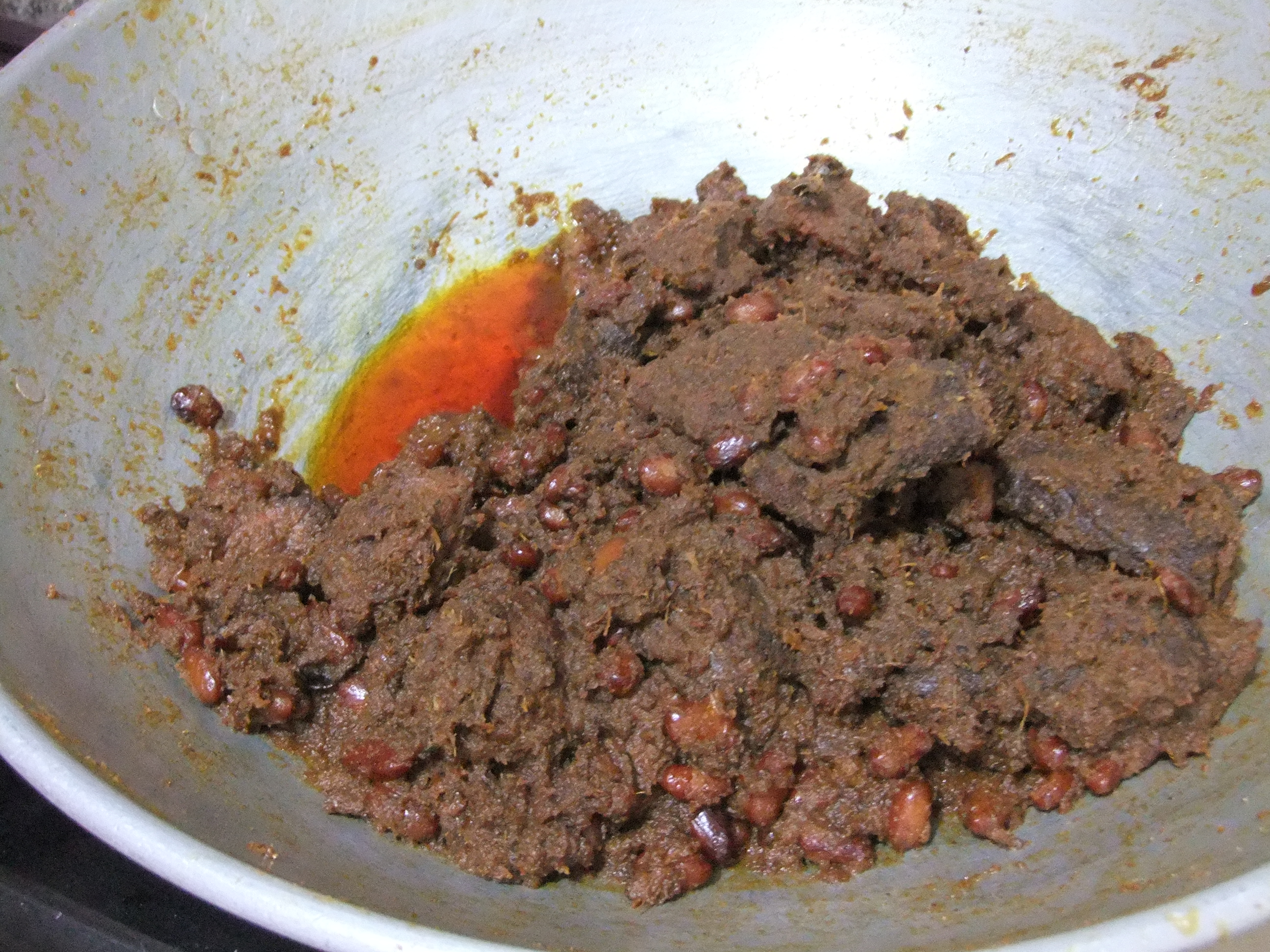
3. Готовий ренданг

Просмажені в олії спеції додаються в кокосове молоко, розігріте в глибокому металевому або керамічному посуді. Густа рідина, що утворилася, деякий час перемішується для надання їй однорідного стану, після чого в неї закладається основний продукт, і починається його тушкування на повільному вогні, яке триває не менше п'яти-шости, а частіше — до восьми годин. Температура страви, що готується, протягом цього часу залишається досить низькою, зазвичай в межах 80—95°C. Приготування закінчується, коли вся рідина вбирається основним продуктом або випаровується. В результаті готова страва є тушкованим продуктом, який набув рівномірного темно-коричневого кольору і інтенсивного пряного аромату, без соусу. Іноді густі залишки соусу налипають на продукт, утворюючи на ньому нерівномірну, трохи вологу скоринку. У деяких випадках готова страва протягом якогось часу виділяє з себе невелику кількість маслянистого коричневого або темно-жовтогарячого соусу.
Іноді в деяких регіонах Індонезії за межами Суматри, а ще частіше в Нідерландах, рендангом називають також страву, приготовлену аналогічним чином, але шляхом менш тривалого тушкування і яка, відповідно, зберігає більшу чи меншу кількість соусу. В оригінальній же паданзькій кухні така страва хоч і існує, проте не відноситься до рендангів, а класифікується як інший вид страв — ка́ліо. Ще більшою мірою від рендангу відрізняється інша традиційна страва паданзької кухні, що набула широкої популярності по всій Індонезії і чималої популярності за її межами — гулаї, яка також готується за допомогою тушкування різних продуктів у соусі на основі кокосового молока з подібним набором спецій. Однак у випадку з гулаї кокосове молоко додається вже по ходу тушкування, яке, у свою чергу, триває порівняно недовго — зазвичай не більше півгодини, рідше — в межах години, за рахунок чого ця страва зберігає дуже рясну рідку підливу.
В Індонезії, Малайзії та Сінгапурі практикується приготування десятків видів рендангу, різних не лише за вихідним продуктом, а й за набором спецій та прянощів. Найширшою номенклатурою цих страв відрізняється Західна Суматра, де деякі види рендангу поширені повсюдно, інші є спеціалістами певних місцевостей. Особливим різноманіттям у цьому плані славиться місто Паякумбух: серед тамтешніх рецептів присутні ренданги з рубаної яловичини, з яловичих легенів, з річкових вугрів і з джекфруту. Батьківщиною качиного рендангу і рендангу з листя дерева баккорея Мотлі вважається Букіттінгі, рендангу з морських молюсків — Паріаман, з прісноводних — район озера Манінджау. У поселенні Сімаланганг округу Ліма-Пулух-Кота готують один з найсвоєрідніших рендангів: у кокосовому молоці зі спеціями там томлятся великі кльоцки, які готуються з борошна, зробленого з чорного рису, і які мають відповідний колір.

## Подача та споживання

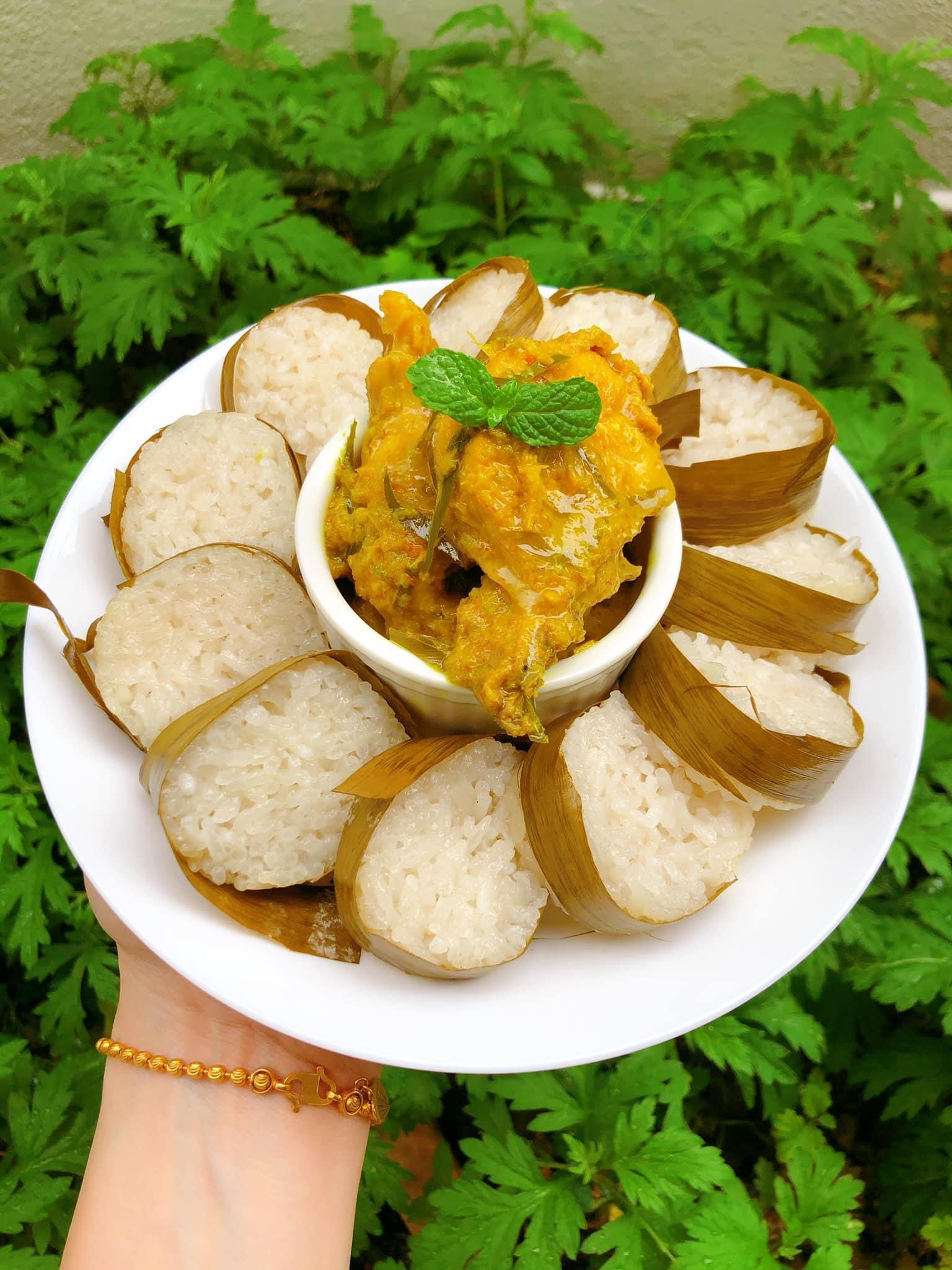
Курячий ренданг, поданий з лемангом

Спочатку і дуже довго ренданг — в силу тривалості й трудомісткості його приготування — не був звичайною повсякденною стравою. Протягом століть він готувався або як їстівний запас для подорожей, або як святкова страва. Ренданг історично подавався під час застіль, присвячених весіллям, виборам старійшин громад чи іншим значимим громадським подіям. Ба більше, за традиціями мінангкабау, в ході подібних застіль він наділявся особливим статусом «головної страви» — кепало-самба (kepalo samba). Цей статус передбачав приготування до трапези лише однієї великої порції рендангу, яка ставилася біля торцевого місця, яке відводилося організатору заходу. Їсти ренданг належало тільки в самому кінці застілля: кожен з гостей отримував по однаковому невеликому шматочку без можливості добавки з розрахунку, що значна частина «головної страви» залишиться недоторканою, щоб її потім могли доїсти господарі. Якщо з бідності або з інших причин приготувати ренданг до урочистої трапези господарі не могли, на скатертину виставлялася дерев'яна імітація цієї страви, яку поливали олією і присипали спеціями.
Однак у міру популяризації рендангу за межами районів історичного розселення мінангкабау його місце у гастрономічній культурі змінювалося в бік більшої доступності та «демократичності». У вирішальній мірі цьому сприяв початий в другій чверті XIX століття широкий розвиток на Суматрі індустрії громадського харчування, носіями якої були самі мінангкабау. Власники безлічі паданзьких забігайлівок, враховуючи смакові якості рендангу та його популярність як кулінарного символу мінангкабау, включали цю страву в повсякденне меню, чим згодом «девальвували» його ексклюзивний, святковий статус. У результаті народи Індонезії, Малайзії та Сінгапуру, які знайомилися з рендангом, сприймали його як звичайну повсякденну страву, і поступово це сприйняття поширювалося також на самих мінангкабау. При цьому в останніх, а також у деяких інших народів Суматри і малайців, ренданг, як і раніше, залишається неодмінним атрибутом святкових застіль — в тому числі тих, які приурочені до мусульманського свята Ураза-байрам, який в Індонезії та Малайзії іменується, відповідно, «Ідуль-Фітрі» і «Айдилфітрі» (індонез. Idul Fitri, малай. Aidilfitri). Крім того, у мінангкабау різні види рендангів належать до найпопулярніших страв, що подаються в ході колективних трапез макан-баджамба, що влаштовуються як з приводу релігійних і світських свят, так і з нагоди різних громадських та корпоративних заходів.

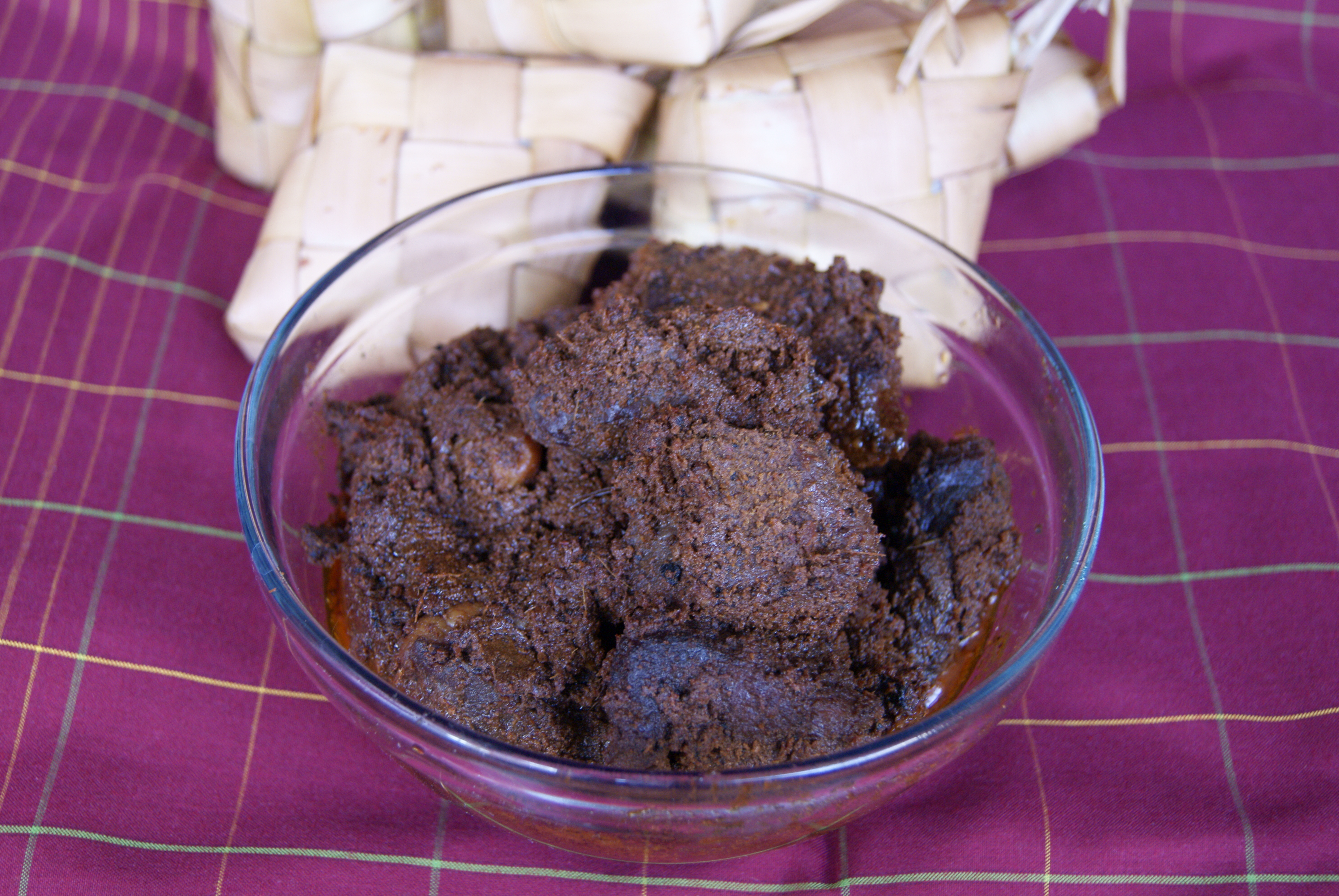
Яловичий ренданг, поданий з кетупатами

Ренданг є основною стравою. Як і більшість інших страв паданзької кухні, у гарячому вигляді він може подаватися лише безпосередньо після приготування. Надалі він уже не розігрівається і подається при кімнатній температурі. Завдяки великій кількості спецій та прянощів готовий ренданг може зберігатися не менше ніж тиждень, а окремі види цієї страви — до місяця. Як гарнір до нього зазвичай подається або звичайний варений рис, або такі рисові страви, як кетупат і леманг.
У сучасній ресторанній кухні ренданг займає винятково важливе місце. Різні види цієї страви є незмінними складовими насі-падангу і насі-капау — комплексних обідів, що являють собою подачу безлічі різноманітних добавок до вареного рису, які служать основою меню традиційних паданзьких забігайлівок і ресторанів. Ренданги продають на традиційних ринках та з візків вуличних рознощиків, а в магазинах сучасного типу ці страви часто реалізуються у відділах готової кулінарії. Крім того, ренданги часто присутні в меню різних індонезійських та малайзійських авіакомпаній.